# ニコラ・ブヌゼ
ニコラ・ブヌゼ(1991年2月24日-)は、フランスのサッカー選手。ポジションはMF。

## 経歴
2013年夏、FCソショーとエヴィアン・トノン・ガイヤールFCから関心を示され、エヴィアンと7月に契約を結んだ。
2015年7月3日、エヴィアンの解散に伴い、EAギャンガンに移籍した。
2020年1月、コロラド・ラピッズに移籍した。
2021年8月5日、シアトル・サウンダーズFCに移籍した。